# Atorvastatina
L'atorvastatina és un medicament (concretament una estatina) que s'utilitza per prevenir malalties cardiovasculars en persones amb alt risc i tractar nivells anormals de lípids (sobretot la hipercolesterolèmia). Per a la prevenció de malalties cardiovasculars, les estatines són un tractament de primera línia. Es pren per via oral.
Els efectes secundaris més comuns són dolor articular, diarrea, acidesa, nàusees i dolors musculars. Els efectes secundaris greus poden incloure rabdomiòlisi, problemes hepàtics i diabetis. L'ús durant l'embaràs pot perjudicar al nadó Com totes les estatines, l'atorvastatina funciona inhibint la HMG-CoA reductasa, un enzim que es troba al fetge i que té un paper important en la producció de colesterol.
L'atorvastatina va ser patentada el 1986 i aprovada per a ús mèdic als Estats Units el 1996. Està disponible com a medicament genèric i és relativament econòmic. Comercialitzat a Espanya com a EFG, Atoris, Cardyl, Prevencor, Thervan i Zarator. El 2017, va ser el segon medicament més prescrit als Estats Units, amb més de 104 milions de receptes.